# Танк Данченко
Танк прорыва Данченко — проект советского сверхтяжёлого танка прорыва, разработанный в 1933 году в НИИ ВАММ под руководством М. В. Данченко.

## История разработки
Проект опытного 500 тонного танка был разработан в июне 1933 года, по общей компоновочной схеме он соответствовал танкам Т-42 и ТГ-5. Предполагалось оснастить танк бензиновым двигателем мощностью 6000 л.с., что обеспечило бы скорость хода 30 км/ч. Строительство прототипа так и не было осуществлено по причинам огромных габаритов и запредельной массы танка.